# Pulgarcita
Pulgarcita (título original: Tommelise), en ocasiones traducido como Almendrita, es un cuento de hadas de Hans Christian Andersen publicado por primera vez el 16 de diciembre de 1835.
El cuento Pulgarcita es el n.º 5 de la colección de Andersen.

## Argumento
Hubo una vez una mujer que quiso tener un hijo y para ello recurrió a una bruja buena que le entregó una semilla de cebada mágica. La mujer plantó la semilla y poco tiempo después nació de esta una flor, que al abrirse dejó ver una pequeña niña a la que llamó Pulgarcita.
Una noche cuando Pulgarcita dormía, fue raptada por un sapo que quería que se casara con su hijo. Después de navegar por los ríos con ellos, logra sujetarse a una mariposa y alejarse de los sapos.
Ahí comienza su diaria lucha contra el mundo de las cosas grandes. Hasta que, después de haber pasado por numerosos "mares" con una abeja, un topo y una rata, gracias a la golondrina a la que pulgarcita había ayudado cuando se lastimó conoce al diminuto príncipe Cornelius (de igual tamaño que pulgarcita), con quien se casa y vive feliz para siempre.